# Chad Mitchell Trio
Le Chad Mitchell Trio est un groupe américain de musique folk devenu célèbre au début des années 1960 grâce à ses chansons d'actualité satiriques comme The John Birch Society ou Your Friendly Liberal Neighbourhood Ku Klux Klan.

## Histoire
Le trio voit le jour en 1959 à l'université Gonzaga de Spokane, dans l'État de Washington. Il est composé de trois étudiants : Chad Mitchell, Mike Kobluk et Mike Pugh. Ils traversent les États-Unis et s'installent à New York, où ils se font connaître au Blue Angel, une boîte de nuit de Greenwich Village. Ils sont repérés par le chanteur Harry Belafonte, qui les engage comme choristes pour un concert au Carnegie Hall en mai 1960. Le premier album du trio, The Chad Mitchell Trio Arrives!, sort la même année et passe inaperçu. Mike Pugh quitte le groupe peu après sa sortie. Il est remplacé par Joe Frazier.
Les deux albums suivants du trio sont enregistrés sur scène : Mighty Day on Campus au Brooklyn College et At the Bitter End au Bitter End, une autre boîte de nuit du Village). Ils connaissent un grand succès grâce à leur mélange de folk et d'humour. Cependant, la bonne fortune commerciale du trio ne tarde pas à décliner, d'autant que leur maison de disques Kapp Records manque le coche en refusant de les laisser enregistrer une reprise de Blowin' in the Wind, chanson écrite par un Bob Dylan encore inconnu.
Le trio, rebaptisé « Mitchell Trio » tout court, change de maison de disques et signe chez Mercury. Chad Mitchell décide de se lancer dans une carrière solo en 1965, et il est remplacé par John Denver. Joe Frazier quitte à son tour le groupe l'année suivante. Il est remplacé par David Boise pour le dernier album du trio, Alive (1967). Après le départ de Mike Kobluk, Denver continue à se produire en trio avec Boise et Mike Johnson (en) pendant quelque temps sous le nom « Denver, Boise & Johnson » avant de se lancer dans une carrière solo.
La formation emblématique du trio, celle réunissant Mitchell, Kobluk et Frazier, connaît plusieurs réunions. En 1987, ils donnent plusieurs concerts aux côtés de John Denver. Plus récemment, ils ont effectué une tournée pour célébrer le cinquantième anniversaire du groupe en 2009. Joe Frazier est mort le 28 mars 2014, et les deux membres survivants du trio ont annoncé un concert d'adieu pour le 15 novembre.

## Discographie
- 1960 : The Chad Mitchell Trio Arrives! (Colpix)
- 1961 : Mighty Day on Campus (Kapp)
- 1962 : At the Bitter End (Kapp)
- 1963 : In Action / Blowin' in the Wind (Kapp)
- 1963 : Singin' Our Mind (Mercury)
- 1964 : Reflecting (Mercury)
- 1964 : Slightly Irreverent (Mercury)
- 1964 : That's the Way It's Gonna Be (Mercury)
- 1965 : Typical American Boys (Mercury)
- 1965 : Violets of Dawn (Mercury)
- 1967 : Alive (Reprise)